# Suuri Petäjäjärvi (sjö i Kides, Norra Karelen)
Suuri Petäjäjärvi är en sjö i kommunen Kides i landskapet Norra Karelen i Finland. Den är 7,1 meter djup. Arean är 45 hektar och strandlinjen är 5,7 kilometer lång. Sjön  ingår i Vuoksens huvudavrinningsområde.   Den ligger omkring 57 kilometer söder om Joensuu och omkring 330 kilometer nordöst om Helsingfors. 
I sjön finns ön Karkusaari. Nordväst om Suuri Petäjäjärvi ligger Petäjäjärvi. 